# رايموند لوثر
رايموند لوثر (بالإنجليزية: Raymond Luther)‏ هو سياسي أمريكي، ولد في 5 سبتمبر 1931، وتوفي في 18 يناير 2003 في نيوارك في الولايات المتحدة. حزبياً، نشط في الحزب الجمهوري. وقد انتخب عضو مجلس نواب أوهايو.